# 谷口雄一
谷口 雄一（たにぐち ゆういち、1973年1月15日 - ）は、日本の政治家。京都府木津川市長（1期）。元木津川市議会議員（2期）。

## 来歴
現在の京都府木津川市出身。龍谷大学法学部卒業。卒業後は損害保険会社社員などを務め、
2015年の木津川市議会議員選挙に無所属で出馬し、無投票で初当選する。2019年に再選。
2023年2月任期満了に伴う京都府木津川市長選挙に無所属で立候補する意向を示した。自民党京都府連は谷口を推薦。立候補に際し、谷口は自民のほか公明、立憲民主各党の推薦を受けた。
4月の市長選挙では、日本維新の会が推薦した候補らを破って、初当選を果たした。